# Lijst van personages uit Dragon Ball
Dit is een lijst van personages uit de animatieserie Dragon Ball Z.

## Z-krijgers
- Son Goku
- Son Gohan
- Vegeta
- Piccolo
- Krilin
- Yamcha
- Tien Shinhan
- Chiaotzu
- Son Goten
- Trunks

## Saiyans
- Son Goku
- Raditz
- Nappa
- Vegeta
- Koning Vegeta
- Bardock
- Tullece
- Broly
- Paragus
- Toma (Bardocks crew)
- Fasha (Bardocks crew)
- Borgos (Bardocks crew]
- Shugesh (Bardocks crew)
- Tarble (Uit de special uit 2008)

### Half-bloed Saiyans
- Son Gohan
- Son Goten
- Trunks
- Bra

## Nameks
- Demonenkoning Piccolo
- Piccolo
- De almachtige
- Dende
- Nail
- Guru
- Lord Slug
- Moori

## Freeza's handlangers
- Cui
- Zarbon
- Dodoria
- Appule

### Het Ginyu-commando
- Ginyu
- Recoome
- Burter
- Jeice
- Guldo

## Coolers handlangers
- Sauzer
- Neizu
- Doore

## Freezers familie
- Freezer
- Koning Cold
- Cooler
- Chilled (uit Episode of Bardock)

## Cyborgs
- C-8
- C-13
- C-14
- C-15
- C-16
- C-17
- C-18
- C-19
- Dr. Gero (C-20)
- Cell
- Cell Jr.

## Majin
- Bibidi
- Babidi
- Dabra
- Yamu
- Spopovitsj
- Majin Boo
- Majin Vegeta
- Pui Pui
- Yakon

## Kaios
- East Kai
- West Kai
- North Kai(King Kai)
- South Kai
- Grand Kai
- Supreme East Kai
- Supreme West Kai
- Supreme North Kai
- Supreme South Kai
- Elder Supreme Kai

## Het hiernamaals
- Pikkon
- Froug
- Caterpy
- Chapuchai
- Papoi
- Olibu
- Maraikoh
- King Yemma
- Goz
- Mez
- Princess Snake

## Draken
- Shenlong
- Porunga
- Dark Shenron
- Syn Shenron
- Haze Shenron
- Eis Shenron
- Nuova Shenron
- Rage Shenron
- Oceanus Shenron
- Naturon Shenron

## Demonen
- Demonenkoning Piccolo
- Garlic Jr.
- Majin Boo
- Dabra
- Bibidi
- Babidi
- Baby
- Yakon
- Janemba

## Bojacks bende
- Bojack
- Zangya
- Bido
- Bujin
- Kogu

## Spice Boys
- Spice
- Vinegar
- Mustard
- Salt

## Overige personages
- Bulma
- Muten Roshi
- Oolon
- Puerh
- Chichi
- Gyumao
- Lunch
- Yajirobe
- Karin
- Mr. Popo
- Koning Kaio
- Mr. Satan
- Videl
- Pilaf
- Tao Pai Pai
- Oob
- Pan
- Baba de helderziende
- Schildpad
- Dr. Brief
- Mrs. Brief
- Bubbles
- Gregory
- Saibai-men

## Fusies
- Vegetto
- Gogeta (Dragon Ball GT, Dragon Ball Super Broly)
- Gotenks
- Piccolo (Kami (The Namek), Nail)
- Kibito Kai (Kibitoshin)
- Elder Kai
- Majuub
- Super 13 (batterijen van android 14, 15 komen samen in android 13)
- Super 17 (fusion van twee Android 17's)
- Gokule (Alleen in Dragon Ball Z: Budokai 2)